# کوین تاپوکو
کوین تاپوکو (انگلیسی: Kevin Tapoko؛ زادهٔ ۱۳ آوریل ۱۹۹۴) بازیکن فوتبال اهل فرانسه است.
از باشگاه‌هایی که در آن بازی کرده‌است می‌توان به باشگاه فوتبال اود-هورلی لوون و باشگاه فوتبال لوزان-اسپورت اشاره کرد.
وی همچنین در تیم ملی فوتبال France U16 بازی کرده‌است.